# Pandemia de COVID-19 în Portugalia

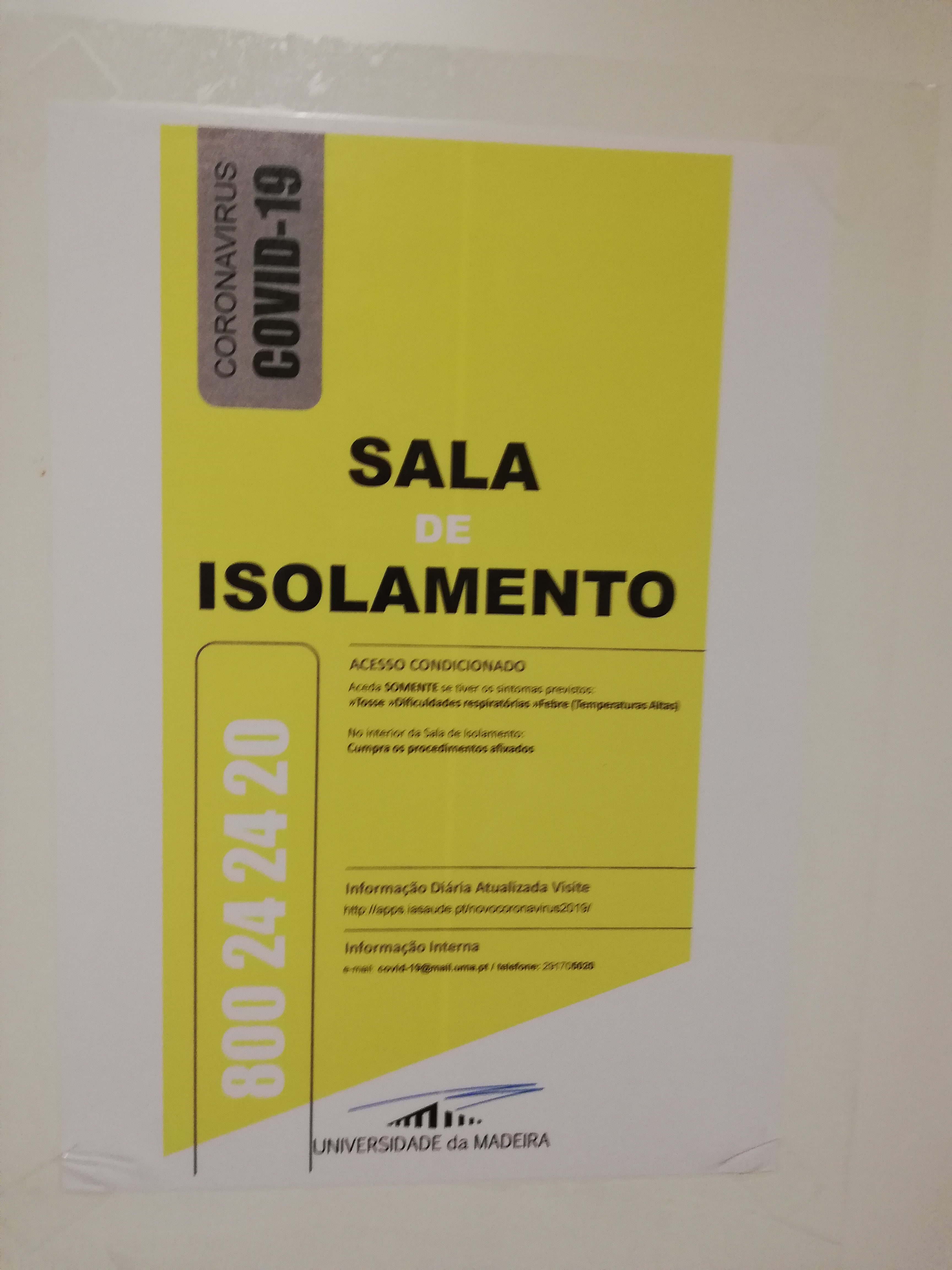
Sală de izolare Covid-19, Universitatea din Madeira, Portugalia -

Pandemia de coronavirus COVID-19 din Portugalia a fost confirmată prima dată la 2 martie 2020, când s-a anunțat că doi bărbați, un medic de 60 de ani care a călătorit în nordul Italiei în vacanță și un bărbat de 33 de ani care lucrează în Spania, au fost testați pozitiv de COVID-19. La 16 martie 2020, în Portugalia a fost raportat primul deces din cauza COVID-19. 
La 11 octombrie 2020, numărul cazurilor confirmate în Portugalia a depășit numărul cazurilor confirmate în China. La 19 octombrie 2020, numărul cazurilor confirmate în țară a depășit pragul de 100.000. Numărul de cazuri confirmate în Portugalia a depășit, de asemenea, pragul de 200.000 la 13 noiembrie 2020, pragul de 300.000 la începutul lunii decembrie 2020, pragul de 400.000 la 29 decembrie 2020, pragul de 500.000 la 13 ianuarie 2001, pragul de 600 000 la 22 ianuarie 2021, pragul de 700.000 pe 30 ianuarie 2021, pragul de 800.000 pe 22 februarie 2021, pragul de 900.000 pe 9 iulie 2021 și pragul de un milion pe 14 august 2021. La 2 martie 2021 a fost comemorată prima aniversare a pandemiei de COVID-19 în țară. Au trecut șase zile după ce numărul de cazuri confirmate în Portugalia a depășit 800.000.
Până la 24 octombrie 2021, Portugalia a administrat aproximativ 16,6 milioane de doze; peste 9 milioane de persoane au primit cel puțin 1 doză și peste 8,86 milioane de persoane au fost complet vaccinate, 87% și, respectiv, 86% din populația eligibilă. La 28 octombrie 2021, ministrul portughez al sănătății, Marta Temido, a atenționat ca situația pandemiei COVID-19 în Portugalia „s-a agravat în ultima săptămână”, iar rata de incidență a crescut cu 10 puncte, ajungând la 94 de infectări la 100.000 de persoane în ultimele două săptămâni.

## Legături externe
covid19.min-saude.pt/ponto-de-situacao-atual-em-portugal/